# Stanisław Daniel

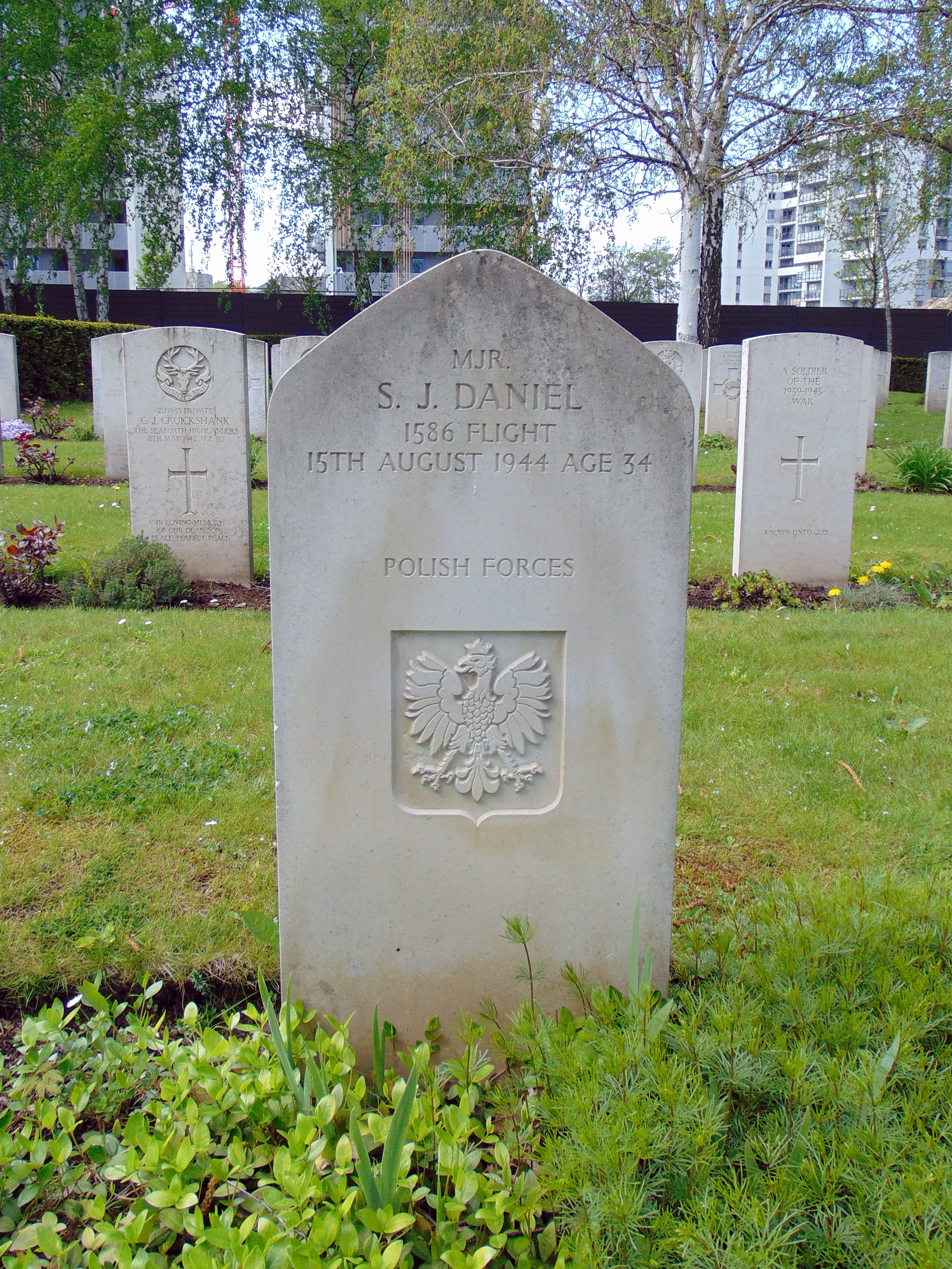
Grób mjr. Stanisława Daniela, Cmentarz Rakowicki w Krakowie

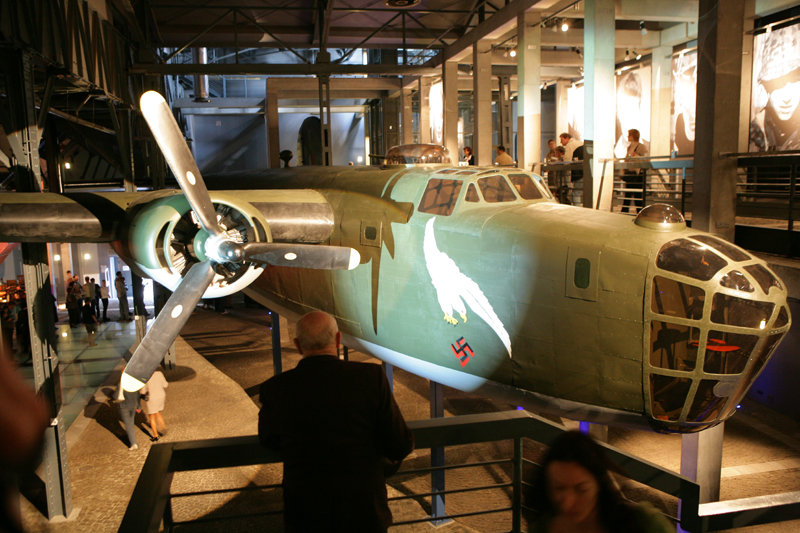
Rekonstrukcja Liberatora załogi kpt. Szostaka

Stanisław Jerzy Daniel (ur. 16 marca?/29 marca 1910 we Władywostoku, zm. 15 sierpnia 1944 w Nieszkowicach Wielkich) – major obserwator Wojska Polskiego i Polskich Sił Powietrznych na Zachodzie, kapitan (ang. Flight Lieutnant) Królewskich Sił Powietrznych, kawaler Krzyża Srebrnego Orderu Wojennego Virtuti Militari.

## Życiorys
Stanisław Daniel urodził się w polskiej rodzinie we Władywostoku. W listopadzie 1920 wraz z rodzicami Wojciechem i Joanną przybył do Polski. W latach 1925–1926 rozpoczął naukę w Korpusie Kadetów Nr 2 w Modlinie, którą zakończył zdaniem matury. Po ukończeniu Szkoły Podchorążych Lotnictwa w Dęblinie (6 promocja, 49. lokata) w 1932 został przydzielony do 12 eskadry liniowej, a w 1935 przeniesiony do 13 eskadry towarzyszącej. Na stopień porucznika został awansowany ze starszeństwem w korpusie oficerów aeronautycznych (od 1937 – korpus oficerów lotnictwa, grupa liniowa). W listopadzie 1937 został dowódcą plutonu II/19 19 eskadry towarzyszącej. W marcu 1939 pełnił służbę w Szkole Podchorążych Lotnictwa – Grupa Techniczna w Warszawie na stanowisku dowódcy III plutonu oddziału szkolnego, a po reorganizacji szkoły na stanowisku dowódcy eskadry szkolnej podchorążych.
We wrześniu 1939 nie wziął bezpośredniego udziału w walkach. Po ewakuacji przez Rumunię i Francję w czerwcu 1940 dotarł do Wielkiej Brytanii. Po ukończeniu kursu na samolotach bombowych został w listopadzie 1940 roku przydzielony do dywizjonu 309. W sierpniu 1943 roku został przeniesiony do 305 dywizjonu bombowego Ziemi Wielkopolskiej im. Marszałka Józefa Piłsudskiego, na własną prośbę został przeniesiony do 1586 eskadry do zadań specjalnych, która dokonywała lotów nad Warszawę z dostawami dla walczących powstańców.
Dnia 14 sierpnia 1944 roku załoga w składzie:
- piloci: kpt. Zbigniew Szostak, plut. Józef Bielicki
- nawigator: kpt. Stanisław Daniel
- radiotelegrafista: plut. Józef Witek
- bombardier: plut. Tadeusz Dubowski
- mechanik pokładowy: plut. Wincenty Rutkowski
- strzelec: plut. Stanisław Malczyk

wystartowała z lotniska w Brindisi.
Po dokonaniu zrzutu w okolicach pl. Krasińskich w Warszawie samolot Liberator nr KG 890 został zaatakowany przez niemieckie myśliwce nad Puszczą Niepołomicką. Dowódca kpt. Zbigniew Szostak rozkazał opuszczenie palącego się samolotu. Załoga wyskoczyła ze spadochronami, ale z powodu zbyt małego pułapu większość spadochronów nie zdążyła się otworzyć. Lotnicy polegli na miejscu roztrzaskując się o ziemię. Liberator został zestrzelony przez niemieckiego asa Luftwaffe Gustava Eduarda Fracsi.
Stanisław Daniel pośmiertnie został odznaczony Orderem Virtuti Militari. Wcześniej był odznaczony dwukrotnie Krzyżem Walecznych, trzykrotnie Medalem Lotniczym i Polową Odznaką Obserwatora. Został pochowany na cmentarzu w Pogwizdowie. Po wojnie szczątki wszystkich członków załogi zostały przeniesione na cmentarz wojskowy w Krakowie.
Części samolotu załogi kpt. Zbigniewa Szostaka zostały wykorzystane do rekonstrukcji makiety samolotu Consolidated B-24 Liberator znajdującego się w Muzeum Powstania Warszawskiego.